# Bicknell (Indiana)
Pour les articles homonymes, voir Bicknell.
La ville américaine de Bicknell est située dans le comté de Knox, dans l’État de l’Indiana. Lors du recensement de 2010, sa population s’élevait à 2 915 habitants, estimée à 2 876 habitants en 2016.

## Démographie
| Groupe            | Bicknell | Indiana | États-Unis |
| ----------------- | -------- | ------- | ---------- |
| Blancs            | 97,6     | 84,3    | 72,4       |
| Métis             | 1,0      | 2,0     | 2,9        |
| Afro-Américains   | 0,6      | 9,1     | 12,6       |
| Autres            | 0,4      | 2,7     | 6,4        |
| Asiatiques        | 0,2      | 1,6     | 4,8        |
| Amérindiens       | 0,2      | 0,3     | 0,9        |
| Total             | 100      | 100     | 100        |
|                   |          |         |            |
| Latino-Américains | 1,9      | 6,0     | 16,7       |

Selon l'American Community Survey, pour la période 2011-2015, 99,79 % de la population âgée de plus de 5 ans déclare parler anglais à la maison, alors que 0,21 % déclare parler le portugais.